# 7人制ラグビー女子日本代表の代表キャップ対象試合一覧
7人制ラグビー女子日本代表の代表キャップ対象試合一覧。7人制ラグビーは15人制ラグビーと違い、1試合ではなく1大会で1キャップ獲得となる。
| #  | 大会名                                                                    | 開催地             | 開催日               |
| -- | ------------------------------------------------------------------------- | ------------------ | -------------------- |
| 1  | 香港女子セブンズ1999                                                      | 香港               | 1999年3月22-24日     |
| 2  | 香港女子セブンズ2000                                                      | 香港               | 2000年3月22-24日     |
| 3  | 香港女子セブンズ2001                                                      | 香港               | 2001年3月29-30日     |
| 4  | 香港女子セブンズ2002                                                      | 香港               | 2002年3月21-22日     |
| 5  | 香港女子セブンズ2004                                                      | 香港               | 2004年3月25-26日     |
| 6  | 香港女子セブンズ2005                                                      | 香港               | 2005年3月18-19日     |
| 7  | アジア女子セブンズ2005                                                    | シンガポール       | 2005年4月15-16日     |
| 8  | アジア女子セブンズ2006                                                    | タシケント         | 2006年5月13-14日     |
| 9  | アジア女子セブンズ2007                                                    | ドーハ             | 2007年4月27-28日     |
| 10 | 香港女子セブンズ2008                                                      | 香港               | 2008年3月27-28日     |
| 11 | RWC 女子セブンズ2009 アジア地区予選                                       | 香港               | 2008年10月4-5日      |
| 12 | ワールドカップ 女子セブンズ2009 ドバイ大会                                | ドバイ             | 2009年3月6-7日       |
| 13 | 2009年東アジア競技大会                                                    | 香港               | 2009年12月5-6日      |
| 14 | IRB アジアラグビー ウィメンズ セブンズ チャンピョンシップ2010             | 広州               | 2010年7月24-25日     |
| 15 | シンガポール クリケットセブンズ2010                                       | シンガポール       | 2010年11月5-7日      |
| 16 | 2010年アジア競技大会                                                      | 広州               | 2010年11月21-23日    |
| 17 | 香港女子セブンズ2011                                                      | 香港               | 2011年3月25日        |
| 18 | アジア ウィメンズ セブンズ チャンピオンシップ インド大会2010              | インド             | 2011年10月1-2日      |
| 19 | USAウィメンズ ・セブンズ                                                  | ラスベガス         | 2012年2月10-12日     |
| 20 | IRB ウィメンズチャレンジカップ 香港大会                                   | 香港               | 2012年3月23-24日     |
| 21 | アジア・パシフィック女子セブンズ                                          | コタキナバル       | 2012年8月31-9月2日   |
| 22 | ワールドカップ・ セブンズ2013 アジア地区予選                              | プネー             | 2012年10月6-7日      |
| 23 | IRB女子セブンズワールドシリーズ第2戦・ アメリカ大会                       | ヒューストン       | 2013年2月1-2日       |
| 24 | 香港女子セブンズ2013                                                      | 香港               | 2013年3月22日        |
| 25 | IRB女子セブンズワールドシリーズ第3戦・ 中国大会                           | 広州               | 2013年3月30-31日     |
| 26 | ラグビー ワールドカップ・ セブンズ2013                                    | モスクワ           | 2013年6月29-30日     |
| 27 | ARFUアジア女子セブンズシリーズ2013第1戦 タイセブンズ                      | チョンブリー       | 2013年9月21-22日     |
| 28 | アジアパシフィック 女子セブンズ2013                                       | 上海               | 2013年10月26-27日    |
| 29 | ARFUアジア女子 セブンズシリーズ2013第2戦 インドセブンズ                   | プネー             | 2013年11月8-9日      |
| 30 | IRB女子セブンズワールドシリーズ 第2戦 アメリカ大会                        | アトランタ         | 2014年2月15-16日     |
| 31 | IRB女子セブンズワールドシリーズ 第3戦 ブラジル大会                        | サンパウロ         | 2014年2月21-22日     |
| 32 | ARFUアジア女子セブンズシリーズ2014第1戦 香港セブンズ                      | 香港               | 2014年8月23-24日     |
| 33 | IRB女子セブンズ ワールドシリーズ 2014-2015コアチーム昇格決定大会          | 香港               | 2014年9月12-13日     |
| 34 | 2014年アジア競技大会                                                      | 仁川               | 2014年9月30-10月2日  |
| 35 | ARFUアジア女子セブンズシリーズ2014第2戦 中国セブンズ                      | 北京               | 2014年10月18-19日    |
| 36 | IRB女子セブンズ ワールドシリーズ 2015-2016コアチーム昇格決定大会          | ダブリン           | 2015年8月22-23日     |
| 37 | ARFUアジア女子セブンズシリーズ2015第1戦 中国セブンズ                      | 青島               | 2015年9月5-6日       |
| 38 | ARFUアジア女子セブンズシリーズ2015第2戦 スリランカセブンズ                | コロンボ           | 2015年10月10-11日    |
| 39 | リオデジャネイロ オリンピック 女子 アジア予選 第1戦 香港大会              | 香港               | 2015年11月7-8日      |
| 40 | リオデジャネイロ オリンピック 女子 アジア予選 第2戦 東京大会              | 東京               | 2015年11月28-29日    |
| 41 | ワールドラグビー 女子セブンズ シリーズ第1戦 ドバイ大会                    | ドバイ             | 2015年12月3-4日      |
| 42 | ワールドラグビー 女子セブンズ シリーズ第2戦 ブラジル大会                  | サンパウロ         | 2016年2月20-21日     |
| 43 | ワールドラグビー 女子セブンズ シリーズ第3戦 アメリカ大会                  | アトランタ         | 2016年4月8-9日       |
| 44 | ワールドラグビー 女子セブンズ シリーズ第4戦 カナダ大会                    | ラングフォード     | 2016年4月16-17日     |
| 45 | ワールドラグビー 女子セブンズ シリーズ第5戦 フランス大会                  | クレルモンフェラン | 2016年5月28-29日     |
| 46 | 2016年リオデジャネイロオリンピック                                        | リオデジャネイロ   | 2016年8月6-8日       |
| 47 | ワールドラグビー女子セブンズシリーズ 2017-2018 コアチーム予選大会         | 香港               | 2017年4月6-7日       |
| 48 | ワールドラグビー女子セブンズシリーズ 2016-2017 第4戦北九州大会            | 北九州             | 2017年4月22-23日     |
| 49 | ワールドラグビー女子セブンズシリーズ 2016-2017 第6戦フランス大会          | クレルモンフェラン | 2017年6月25-26日     |
| 50 | ARFUアジア女子セブンズシリーズ2015第1戦 韓国セブンズ                      | 仁川               | 2017年9月23-24日     |
| 51 | ARFUアジア女子セブンズシリーズ2015第2戦 スリランカセブンズ                | スリランカ         | 2017年10月14-15日    |
| 52 | ワールドラグビー女子セブンズシリーズ2017-2018 第1戦ドバイ大会             | ドバイ             | 2017年11月30-12月1日 |
| 53 | ワールドラグビー女子セブンズシリーズ2017-2018 第2戦オーストラリア大会     | シドニー           | 2018年1月26-28日     |
| 54 | ワールドラグビー女子セブンズシリーズ2017-2018 第3戦北九州大会             | 北九州             | 2018年4月21-22日     |
| 55 | ワールドラグビー女子セブンズシリーズ2017-2018 第4戦カナダ大会             | ラングフォード     | 2018年5月12-13日     |
| 56 | ワールドラグビー女子セブンズシリーズ2017-2018 第5戦フランス大会           | パリ               | 2018年6月8-10日      |
| 57 | ラグビーワールドカップセブンズ2018 アメリカ大会                           | サンフランシスコ   | 2018年7月20-22日     |
| 58 | 2018年アジア競技大会                                                      | インドネシア       | 2018年8月30-9月1日   |
| 59 | アジアラグビー女子セブンズシリーズ2018第1戦 香港大会                      | 香港               | 2018年9月14-15日     |
| 60 | アジアラグビー女子セブンズシリーズ2018第2戦 韓国大会                      | 韓国               | 2018年9月29-30日     |
| 61 | アジアラグビー女子セブンズシリーズ2018第3戦 スリランカ大会                | スリランカ         | 2018年10月13-14日    |
| 62 | HSBCワールドラグビー女子セブンズシリーズ2019-2020コアチーム昇格大会       | 香港               | 2019年4月4-5日       |
| 63 | HSBCワールドラグビー女子セブンズシリーズ2019-2020 北九州大会              | 北九州             | 2019年4月20-21日     |
| 64 | アジアラグビー女子セブンズシリーズ2019 第1戦 韓国大会                     | 仁川               | 2019年8月29-9月2日   |
| 65 | アジアラグビー女子セブンズシリーズ2019 第2戦 中国大会                     | 恵州               | 2019年9月14-15日     |
| 66 | アジアラグビー女子セブンズシリーズ2019 第3戦 スリランカ大会               | スリランカ         | 2019年9月28-29日     |
| 67 | HSBCワールドラグビー女子セブンズシリーズ2019-2020 第1戦アメリカ大会       | コロラド           | 2019年10月5-6日      |
| 68 | HSBCワールドラグビー女子セブンズシリーズ2019-2020 第2戦ドバイ大会         | ドバイ             | 2019年12月5-7日      |
| 69 | HSBCワールドラグビー女子セブンズシリーズ2019-2020 第3戦オーストラリア大会 | シドニー           | 2020年2月1-2日       |
| 70 | 2020年東京オリンピック                                                    | 東京               | 2021年7月29-31日     |
| 71 | アジアラグビーセブンズシリーズ 2021 ドバイ大会（WC予選）                  | ドバイ             | 2021年11月19-20日    |
| 72 | HSBCワールドラグビーセブンズシリーズ2022ラングフォード大会                | ラングフォード     | 2022年4月30-5月1日   |
| 73 | ワールドラグビー・セブンズチャレンジャーシリーズ2022                      | サンティアゴ       | 2022年8月21-14日     |